# Miro Moreira
Waldomiro da Cruz Moreira Júnior (n. 6 aprilie 1984, São Paulo), cunoscut sub numele de Miro Moreira, este un fotomodel, actor și director de fotografie brazilian.

## Date biografice
Moreira s-a născut în São Paulo. Conform spuselor lui, când era adolescent, era ca „rățușca urâtă” pentru că era slab, purta aparat dentar și avea multe coșuri.
La început, a lucrat la o bancă, dar după ce colegii de muncă l-au încurajat să urmeze cariera de model, a renunțat la slujbă. A început să defileze pe catwalk-urile de la Săptămâna Modei din São Paulo. De atunci, a pozat pentru Giorgio Armani, Armani Exchange, Dolce & Gabbana, Belstaff, Lebole, Sean John, Roberto Cavalli, Dudalina, Aramis, Blue Man, printre alții. A apărut și pe coperta L'Officiel, una dintre cele mai faimoase reviste de modă din Europa.
În Brazilia, a atras atenția pentru un shooting făcut pentru site-ul brazilian Terra și pentru participarea sa la reality show-ul A Fazenda, versiunea braziliană a emisiunii The Farm.